# Шильхер, Хайнц
Хайнц Ши́льхер (нем. Heinz Schilcher; 14 апреля 1947, Фонсдорф, Мурталь — 20 июля 2018) — австрийский футболист.

## Биография
Хайнц Шильхер начал свою карьеру в клубе «ВСВ», в 1965 году попал в «ГАК», но в клубе за четыре года так и не появился на поле. В 1969 году, Хайнц перешёл в «Штурм» из Граца, но и там Шильхер не появлялся в основном составе, а изредка выходил на замену. По-настоящему карьера Хайнца началась в амстердамском «Аяксе», именно в «Аяксе» Хайнц завоевал первые титулы. В период с 1971 по 1973 год Шильхер дважды завоёвывал кубок Чемпионов в 1972 и 1973, стал двукратным чемпионом Нидерландов (1972, 1973) и двукратным обладателем кубка Нидерландов (1971, 1972).
Дебют Хайнца в сборной Австрии состоялся в матче против сборной Нидерландов, 18 марта 1973 года, матч закончился победой Австрии 1:0.
Из «Аякса» Хайнц отправился во Францию, в клуб первого дивизиона «Париж», но затем в том же 1974 году перешёл в клуб второго дивизиона «Олимпик» из города Ним, в «Олимпике» Хайнц выступал до 1976 года. В 1976 году, перейдя в «Страсбур», Хайнц стал чемпионом второго французского дивизиона и продвинулся с командой в первый дивизион, в котором выступал ещё один год. После 7 лет, проведённых за границей, Шильхер решил вернуться в Австрию, в «Штурм». В четырёх сезонах за «Штурм» Хайнц был неизменным игроком основы, с 1978 по 1982 год Шильхер провёл 129 матчей, в которых трижды поражал ворота соперников.

## Достижения
«Аякс»
- Чемпион Нидерландов (2): 1971/72, 1972/73
- Обладатель Кубка европейских чемпионов (2): 1972, 1973
- Обладатель Кубка Нидерландов (1): 1972

 «Страсбур»
- Победитель второго дивизиона Франции: 1976/77